# Гришин Федір Флегонтович
Федір Флегонтович Гришин (1896 — ?) — радянський партійний діяч, секретар Дніпропетровського обласного комітету КП(б)У, 1-й секретар Дзержинського районного комітету ВКП(б) міста Нижнього Тагіла.

## Біографія
Член ВКП(б) з 1927 року.
У 1937—1940 роках — директор Дніпропетровського заводу імені Красіна.
У 1940—1941 роках — завідувач промислового відділу Дніпропетровського обласного комітету КП(б)У.
25 березня — серпень 1941 року — в.о. секретаря Дніпропетровського обласного комітету КП(б)У із машинобудівної промисловості.
У листопаді 1941 — березні 1943 року — 1-й секретар Дзержинського районного комітету ВКП(б) міста Нижнього Тагіла Свердловської області.
У жовтні 1944 — листопаді 1945 року — секретар Дніпропетровського обласного комітету КП(б)У із кадрів.
У листопаді 1945—1948 роках — заступник секретаря Дніпропетровського обласного комітету КП(б)У із машинобудівної промисловості — завідувач відділу машинобудівної промисловості Дніпропетровського обласного комітету КП(б)У.
У 1951—1953 роках — головний механік Нижньодніпровського металургійного заводу Дніпропетровської області.
З 1953 року — директор Новомосковського жерстекатального заводу Дніпропетровської області.
Потім — на пенсії.

## Нагороди
- ордени
- медалі